# Число Ньютона
Число Ньютона (Ne або Nt) — критерій подібності в механіці, що виражає відношення роботи зовнішніх сил до кінетичної енергії тіла. Цей критерій також відомий як силове число або число потужності.
Число Ньютона можна визначити двома способами. Для твердого тіла:
{\displaystyle \operatorname {Ne} \,={\frac {F\,t^{2}}{m\,L}}}
Для суцільного середовища:
{\displaystyle \operatorname {Ne} \,={\frac {F\,}{\rho \,L^{2}\,v^{2}}}},
де
- {\displaystyle m\,} — маса тіла;
- {\displaystyle \rho \,} — його густина;
- {\displaystyle F\,} — зовнішня сила;
- {\displaystyle L\,} — характеристична довжина;
- {\displaystyle v\,} — швидкість.

Цей критерій названий на честь Ісаака Ньютона.

## Інтернет-ресурси
- Число Ньютона в Метеоэнциклопедии

1. 1 2 3  11-4.29 // Quantities and units — Part 11: Characteristic numbers — 2 — ISO, 2019. — 50 p.